# Flavia Bujor
Flavia Bujor (8 de agosto de 1988) es una escritora francesa de origen rumano.

## Biografía
Flavia Bujor escribió su primer libro a la edad de doce años. Es una historia de fantasía épica destinada a los niños, llamada La profecía de las piedras, la cual ha sido traducida a veintitrés idiomas. La trama gira en torno a tres adolescentes de catorce años: Jade, Ámbar y Ópalo, las cuales a pesar de no conocerse y vivir en mundos muy distintos comparten un mismo destino.